# Слобідська сільська рада (Заліщицький район)
Слобідська́ сільська́ ра́да — адміністративно-територіальна одиниця та орган місцевого самоврядування в Заліщицькому районі Тернопільської області. Адміністративний центр — село Слобідка.

## Загальні відомості
- Територія ради: 10,62 км²
- Населення ради: 653 особи (станом на 2001 рік)
- Територією ради протікає річка Джурин

## Населені пункти
Сільській раді підпорядковані населені пункти:
- с. Слобідка

## Склад ради
Рада складається з 15 депутатів та голови.
- Голова ради: Дутка Василь Михайлович
- Секретар ради: Жовнич Антоніна Миронівна

### Керівний склад попередніх скликань
| Прізвище, ім'я, по батькові | Основні відомості                                                             | Дата обрання | Дата звільнення |
| --------------------------- | ----------------------------------------------------------------------------- | ------------ | --------------- |
| Жовнич Михайло Іванович     | Сільський голова, 1959 року народження, член Соціалістичної партії України    | 26.03.2006   | 31.10.2010      |
| Дутка Василь Михайлович     | Сільський голова, 1969 року народження, освіта середня загальна, безпартійний | 31.10.2010   |                 |

Примітка: таблиця складена за даними сайту Верховної Ради України

### Депутати
За результатами місцевих виборів 2010 року депутатами ради стали:

#### За суб'єктами висування
| Суб'єкт висування               | Кількість обраних депутатів | %    |
| ------------------------------- | --------------------------- | ---- |
| Самовисування                   | 13                          | 86,7 |
| Політична партія «Наша Україна» | 2                           | 13,3 |

#### За округами
| № округу                        | Прізвище, ім'я, по батькові        | Дата визнання обраним | Освіта             | Партійна приналежність                | Відомості про обраного депутата              |
| ------------------------------- | ---------------------------------- | --------------------- | ------------------ | ------------------------------------- | -------------------------------------------- |
| Політична партія «Наша Україна» |                                    |                       |                    |                                       |                                              |
| 2                               | Михальська Ганна Михайлівна        | 02.11.2010            | вища               | позапартійна                          | Слобідська сільська рада, секретар ради      |
| 8                               | Березовська Антоніна Казимирівна   | 02.11.2010            | вища               | член Політичної партії «Наша Україна» | Слобідська сільська рада, тех-працівник      |
| Самовисування                   |                                    |                       |                    |                                       |                                              |
| 1                               | Мельник Ярославович Маріонович     | 02.11.2010            | середня спеціальна | позапартійний                         | тимчасово не працює                          |
| 3                               | Мельник Роман Амброзійович         | 02.11.2010            | середня спеціальна | позапартійний                         | тимчасово не працює                          |
| 4                               | Мельник Світлана Іванівна          | 02.11.2010            | середня спеціальна | позапартійна                          | Слобідська сільська рада, бухгалтер          |
| 5                               | Стадник Ярослава Яківна            | 02.11.2010            | вища               | позапартійна                          | Смт. Товстеліцей, вчитель хімії              |
| 6                               | Торкот Василь Степанович           | 02.11.2010            | середня спеціальна | позапартійний                         | тимчасово не працює                          |
| 7                               | Могилик Володимир Михайлович       | 02.11.2010            | середня спеціальна | позапартійний                         | пенсіонер                                    |
| 9                               | Мельник Ореста Зіновіївна          | 02.11.2010            | середня спеціальна | позапартійна                          | пенсіонер                                    |
| 10                              | Жовнич Антоніна Миронівна          | 30.01.2011            | середня спеціальна | позапартійна                          | Слобідська сільська рада, секретар виконкому |
| 11                              | Циган Олександра Степанівна        | 02.11.2010            | вища               | позапартійна                          | Слобідська сільська рада, вчитель            |
| 12                              | Сваричевський Василь Степанович    | 02.11.2010            | середня спеціальна | позапартійний                         | Слобідський народний дім, завідувач          |
| 13                              | Лаванда Надія Юліанівна            | 02.11.2010            | середня спеціальна | позапартійна                          | приватний підприємець                        |
| 14                              | Сокаленко Василь Володимирович     | 02.11.2010            | середня спеціальна | позапартійний                         | тимчасово не працює                          |
| 15                              | Березовський Віталій Володимирович | 02.11.2010            | середня спеціальна | позапартійний                         | тимчасово не працює                          |